# Суйга (приток Кети)
Суйга — река в России, протекает в Томской области. Устье реки находится в 340 км по левому берегу реки Кеть. Длина реки составляет 130 км, площадь водосборного бассейна 1660 км².

## Бассейн
- 9 км: водоток старица Гнилушка
- 16 км: Карбат
- 22 км: Коршуга
- 48 км: Нибега
  - 6 км: Санджике
    - Ниж. Санджике
    - Верх. Санджике
- Ягодная
- Нижняя Суйга
- Верхняя Суйга
- 122 км: река без названия

## Данные водного реестра
По данным государственного водного реестра России относится к Верхнеобскому бассейновому округу, водохозяйственный участок реки — Кеть, речной подбассейн реки — бассейн притоков (Верхней) Оби от Чулыма до Кети. Речной бассейн реки — (Верхняя) Обь до впадения Иртыша.